# مقاطعة سوبليتي (وايومنغ)
مقاطعة سوبليتي (بالإنجليزية: Sublette County)‏ هي إحدى مقاطعات ولاية وايومنغ في الولايات المتحدة الأمريكية.